# Центральна бібліотека Хмельницької міської ЦБС

Центральна бібліотека Хмельницької міської централізованої бібліотечної системи - це публічна бібліотека, яка обслуговує користувачів  міста Хмельницького

## Історична довідка
Рішенням Проскурівського виконавчого комітету від 31 жовтня 1950 року у місті Хмельницькому була відкрита Бібліотека №1 за адресою вулиця 25 Жовтня №19 (зараз вулиця.....).

## Структура бібліотеки
Центральна бібліотека має такі відділи:
- Адміністрація ЦБС
- Відділ обслуговування
- Методично-бібліографічний відділ
- Відділ комплектування та обробки літератури
- Відділ інформаційних технологій та електронних ресурсів
- БібліоХАБ

## Послуги
Бібліотека надає наступні послуги:
- користування бібліотечним фондом;
- користування міжбібліотечним абонементом;
- нічний абонемент;
- надання консультаційної допомоги щодо пошуку і вибору джерел інформації;
- формування бібліографічних списків для користувача;
- безкоштовне користування інтернетом;
- репрографічне відтворення документів (ксерокопіювання, сканування, друк, фото окремих докуметів з бібліотечних фондів, ламінування)

## Проєктна діяльність
У центральній бібліотеці реалізовані наступні проєкти:
- "Школа медіаграмотності" - розпочатий в листопаді 2017 року, проєкт спрямований на створення сукупності навичок та розумінь, які дозволяють критично мислити;
- Жива бібліотека - проєкт, який реалізується з лютого місяця 2016 року. Його метою є налагодження спілкування між читачами бібліотеки, створення умов для нових знайомств. Участь у "Живій бібліотеці" беруть письменники, патрульні поліцейські, відомі хмельничани та відвідувачі бібліотеки[1].
- Життя на нулі - проєкт, який реалізується Хмельницькою міською ЦБС разом з Хмельницьким музеєм-студією фотомистецтва та муніциальним кінотеатром ім. Т.Г. Шевченка.
- Громадський проєкт: Бюджет міських ініціатив - проєкт, що передбачає розподіл коштів місцевого бюджету для покращення міста, де жителі шляхом участі у голосуванні визначають вектор розвитку[2].
- Літературний туризм - проєкт, який реалізується з жовтня 2016 року разом з ПП "Промо Люкс", інформаційно-розважального видання "Вечірні новини" та авторського проєкту Лори Підгірної "Літературний туризм". Координатор проєкту Лора Підгірна -  подільська журналістка та письменниця. Проєкт створений з метою організації літературних зустрічей, мистецьких дійств, бранчів з українськими письменниками та літераторами. Серед них - Дара Корній, Богдан Коломійчук, Ольга Деркачова, Ярослава Матічин, Ірен Роздобудько, Сергій Пономаренко, Жанна Куява, Богдан Береза, Міла Іванцова, Лора Підгірна, Богдан Коломійчук, Анна Хома.
- Програма ПОЛіС (Поліція і Спільнота) - проєкт, який реалізується в місті Хмельницькому з грудня 2017 року, як частина проєкту "Залучення громадськості до реформ", ініційованої міжнародною організацією IREX. Метою проєкту є налагодженню співпраці між поліцією та громадянами, організація зустрічей, на яких у неформальній обстановці можна поспілкуватися з патрульними, обговорити наявні проблеми та дізнатися про реформу Національної поліції.